# Dymba coryphata
Dymba coryphata là một loài bướm đêm trong họ Noctuidae.